# 13. Arrondissement (Marseille)
Das 13. Arrondissement ist ein Arrondissement (Stadtbezirk) der südfranzösischen Stadt Marseille. 2008 lebten hier 89.014 Menschen.

## Lage und Stadtviertel
Das Arrondissement befindet sich im Nordosten des Stadtgebiets. Im Norden grenzt es an Septèmes-les-Vallons und Simiane-Collongue, im Osten an Plan-de-Cuques und Allauch, im Süden ans 3. (Berührungspunkt), 4. und 12. und im Westen ans 14. Arrondissement.
Offiziell unterteilt sich das Arrondissement in elf Stadtviertel:
- Château-Gombert
- La Croix-Rouge
- Malpassé
- Les Médecins
- Les Mourets
- Les Olives
- Palama
- La Rose
- Saint-Jérôme
- Saint-Just
- Saint-Mitre

## Kultur
Das Centre Culturel Roudelet-Félibren bietet wechselnde Veranstaltungen an. Am Boulevard Perrin befindet sich das Konzerthaus Le Moulin. Jährlich im Juli findet seit 1965 das Festival International de Folklore de Château-Gombert statt.

## Religion
Es gibt acht Kirchen, fünf Moscheen und fünf Synagogen.

## Sport
Es gibt neun Stadien und zwei Hallenbäder (in La Baronne und Malpassé). Zwei Tennisanlagen stehen zur Verfügung (in Rose Fuveau und Château-Gombert). Ein Freibad ergänzt das Angebot.